# Eugène Flachat
Eugène Flachat, född 16 april 1802 i Nîmes, död 16 juni 1873 i Arcachon, var en fransk ingenjör.
Flachat ledde 1840-1857 järnvägsarbetena vid Saint Germain- och västbanorna samt blev därefter överingenjör vid såväl dessa som sydbanorna. Han anlade de mekaniska verkstäderna vid Aboinville, Jussey och Vierzon, stiftade flera franska ingenjörsföreningar samt var en bland de främsta befordrarna av järnvägen mellan Paris och S:t Germain (öppnad 26 augusti 1837). Hans namn tillhör de 72 som är ingraverade på Eiffeltornet.